# St-Pierre (Pont-l’Abbé-d’Arnoult)

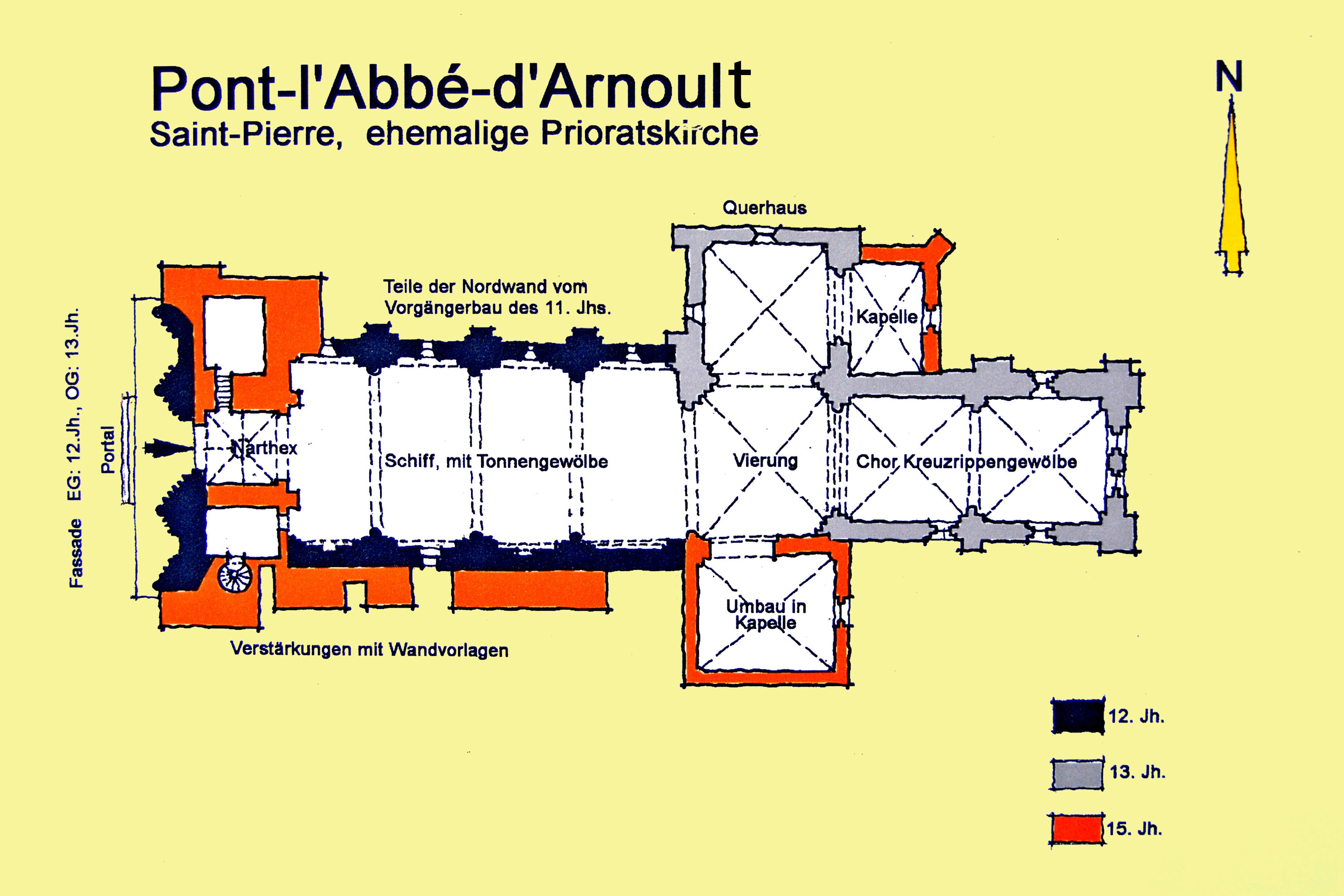
Grundriss ehem. Prioratskirche

Die ehemalige Prioratskirche Saint-Pierre befindet sich in der französischen Gemeinde Pont-l’Abbé-d’Arnoult im Département Charente-Maritime in der Region Nouvelle-Aquitaine, 23 km nordwestlich von Saintes und 15 km südlich von Rochefort.

## Saint-Pierre, ehemalige Prioratskirche und Priorat

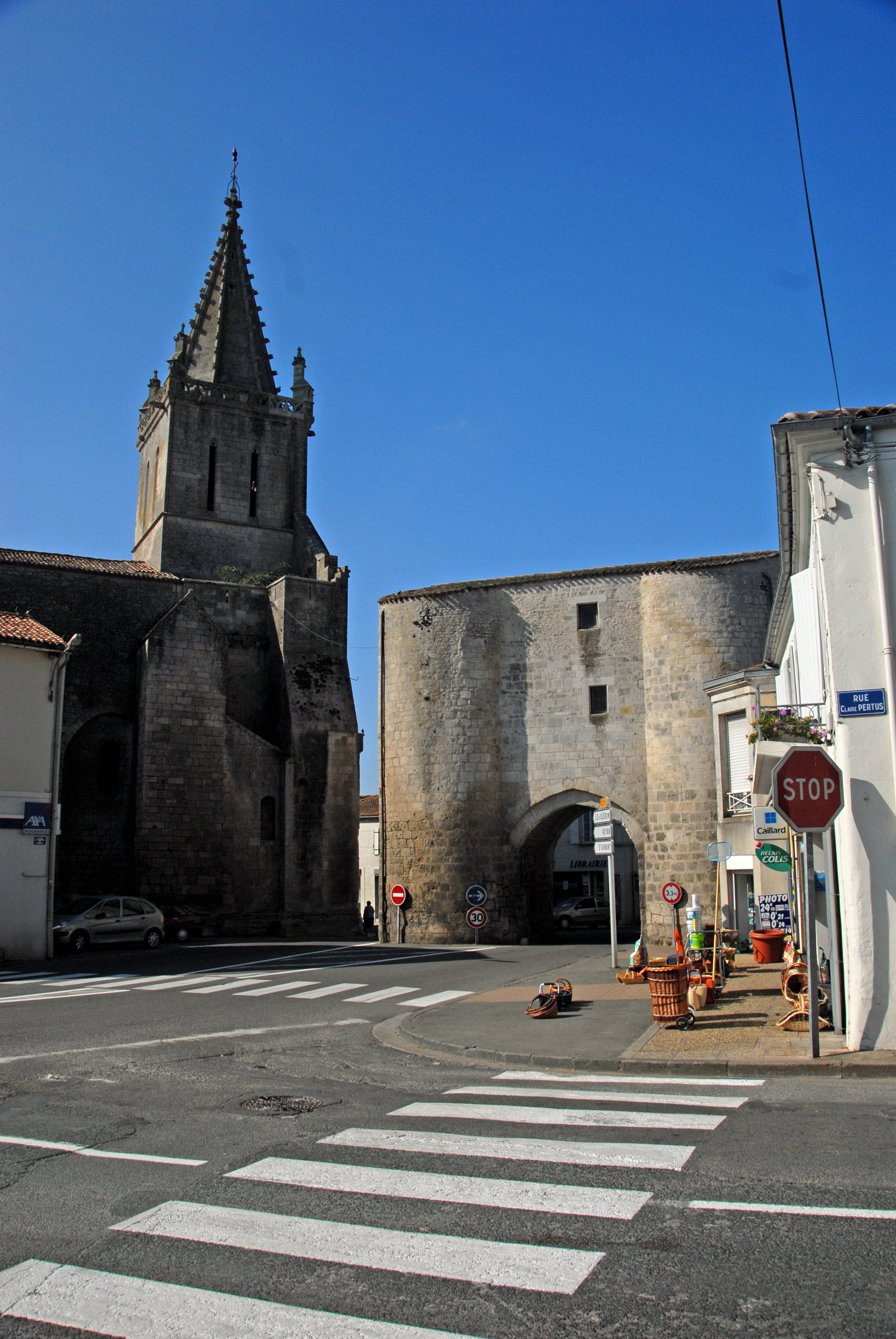
Kirche und Stadttor

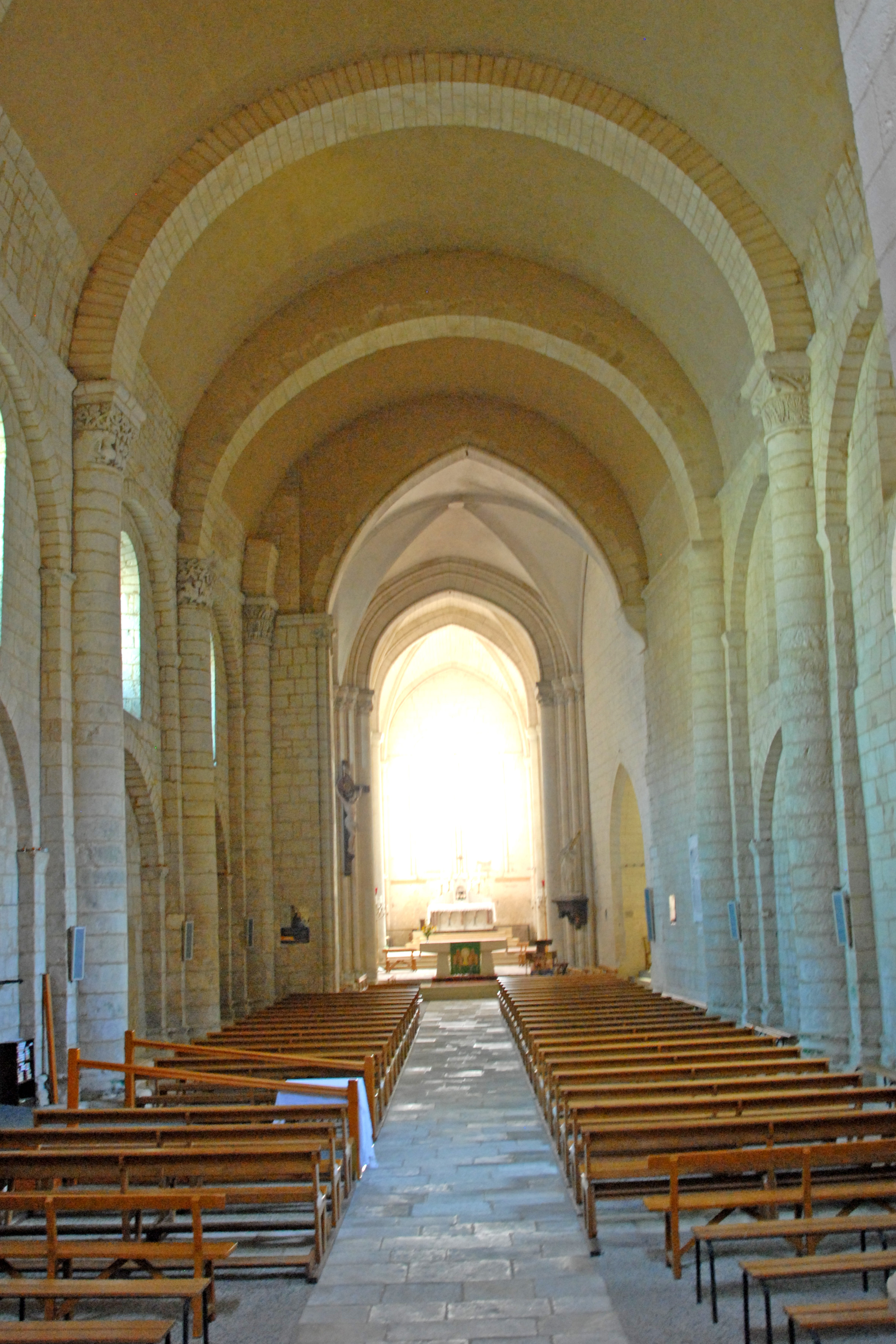
Schiff, Richtung Chor

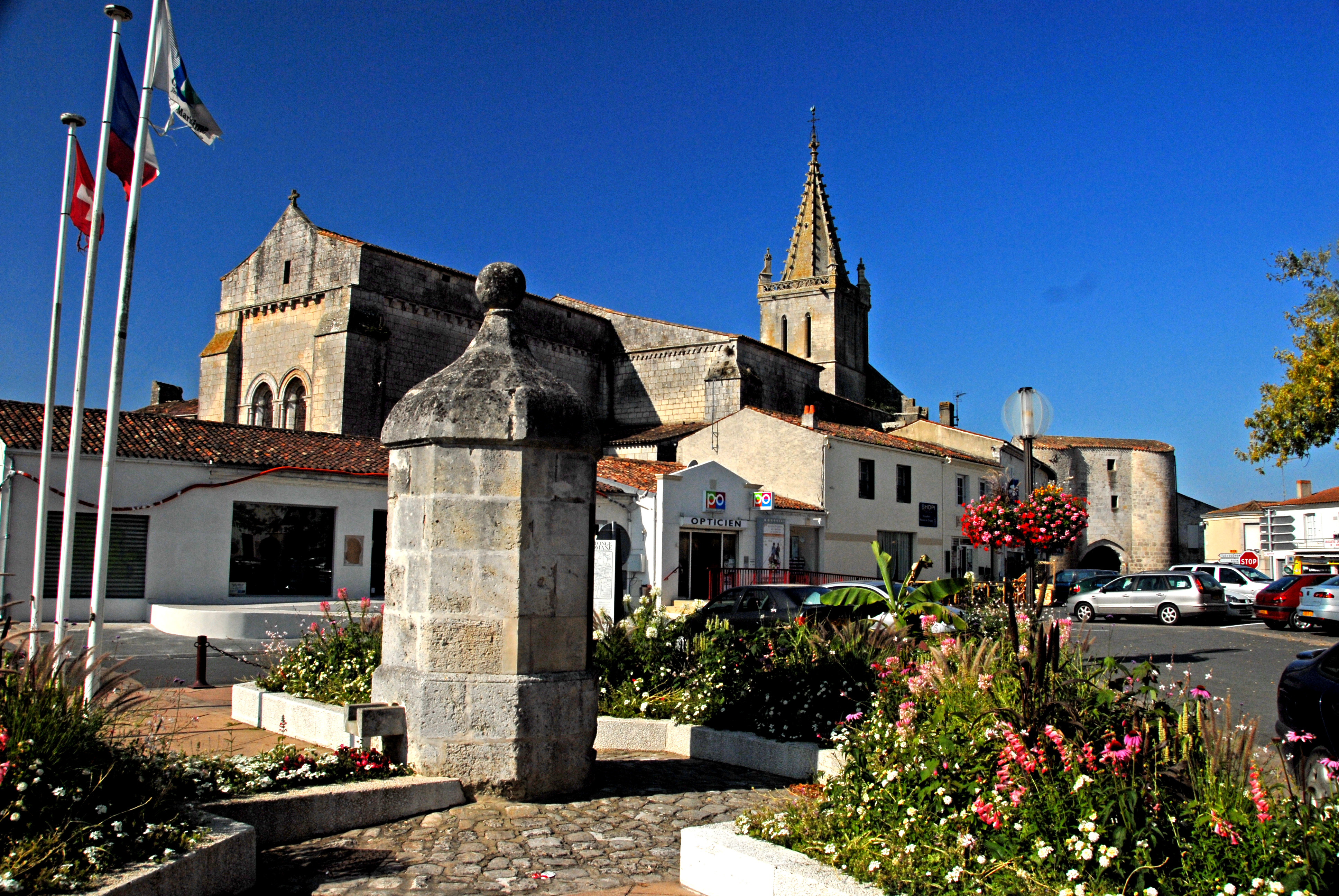
Übersicht von Nordost

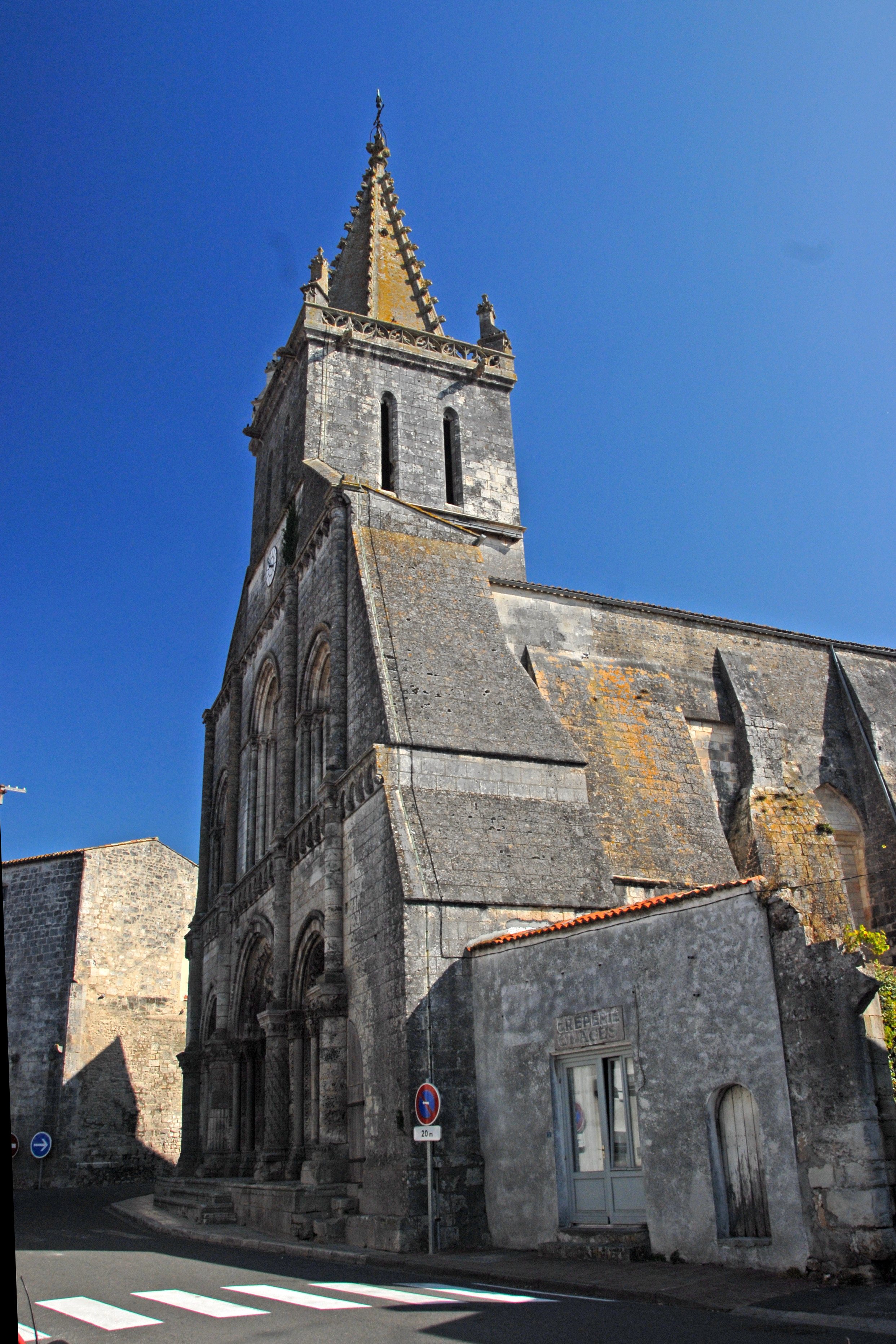
Fassade und Turm, von Südwest

## Geschichte

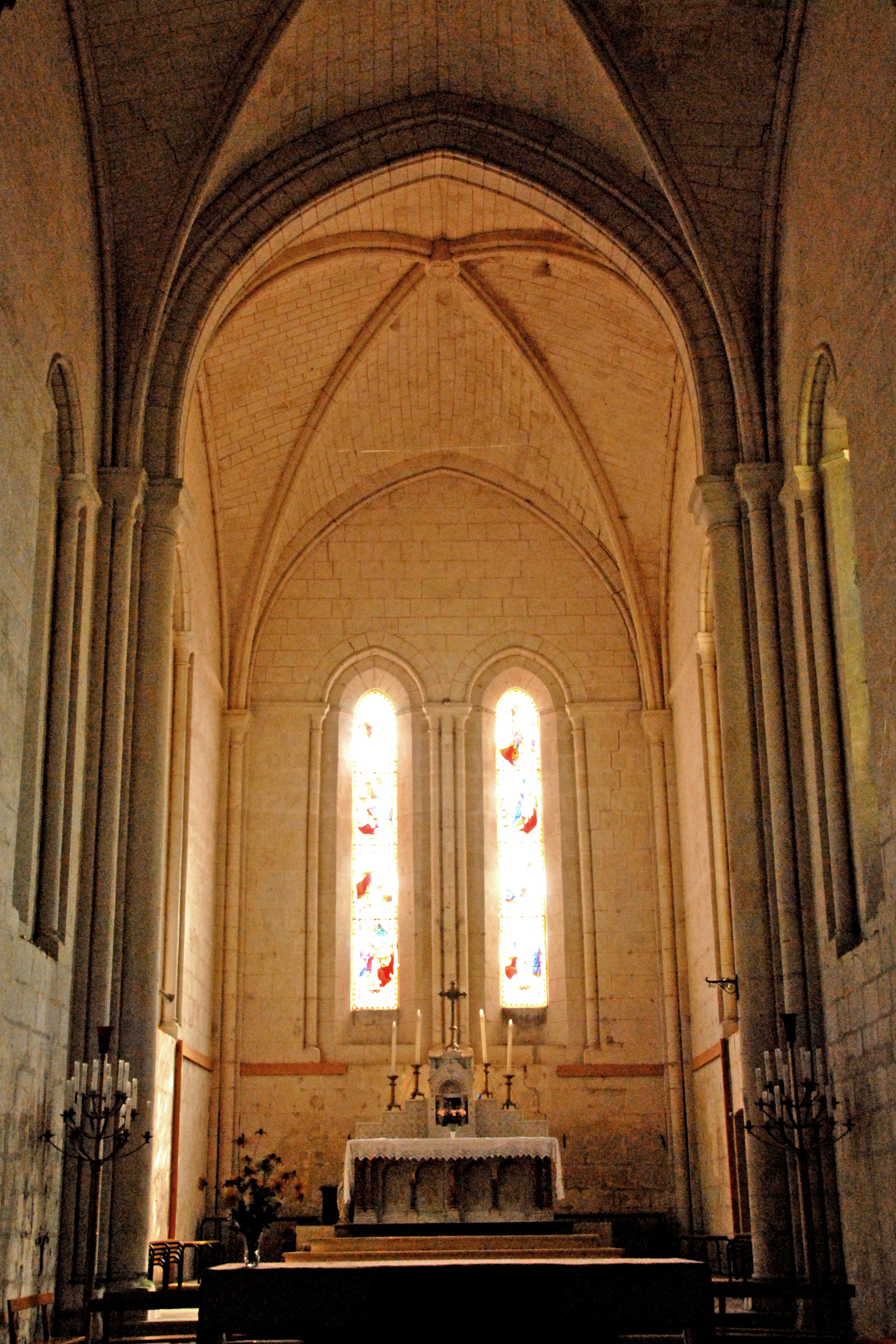
Chor

Die Kirche und das ehemalige Priorat sind Bauwerke des Mittelalters, erbaut vom 12. bis in das 13. Jahrhundert reichend, und im 15. Jahrhundert erweitert und verstärkt. Ein Vorgängerbau der Kirche, von dem man noch beachtliche Reste von Bruchsteinmauerwerk in der nördlichen Langhauswand sehen kann, stammte aus dem 10. Jahrhundert.
Im 12. Jahrhundert wurde in Pont-l’Abbé ein Priorat gegründet, als Tochterpriorat der Abbaye-aux-Dames aus dem nahen Saintes, das der Obhut der Mutterabtei unterstellt wurde, reich dotiert mit einträglichen Ländereien. Das Priorat zählte zu denen der Margarete von Navarra, Schwester des französischen Königs François I. Die Priorate beanspruchten alle feudalen Rechte an Abgaben (Steuern, Gebühren, Zehnten…), und im Gegenzug sorgten sie für die Verwaltung und für Maßnahmen zur Verteidigung.
Die Äbtissin von Saintes veranlasste zur gleichen Zeit den Beginn der Bauarbeiten an der romanischen Kirche, unter Verwendung bereits vorhandener Bauteile, und an den heute verschwundenen Prioratsgebäuden. Die Kirche wurde dem heiligen Petrus gewidmet. Der Klosterbezirk erhielt eine ihn umfassende Wehrmauer, von der neben der Kirche noch ein Torbogen erhalten ist.
Der erste Bauabschnitt Anfang des 12. Jhs., umfasste die Vergrößerung und Erhöhung des Schiffs und seiner Einwölbung. Die Kapitelle mit Pflanzen- und Tiermotiven, trage Züge von Skulpturen der Kirche Saint-Eutrope in Saintes. Der zweite romanische Bauabschnitt aus der zweiten Hälfte des 12. Jhs. bestand vor allem aus der Errichtung und künstlerischen Gestaltung des Erdgeschosses der Westfassade. Die oberen Teile blieben zunächst zurück.
Im 13. Jahrhundert wurden die alten Partien im Osten vollständig erneuert, der Chor, die Vierung und der nördliche Querschiffarm. Außerdem erstellte man die obere Etage der Fassade nicht mehr in romanischer Tradition.

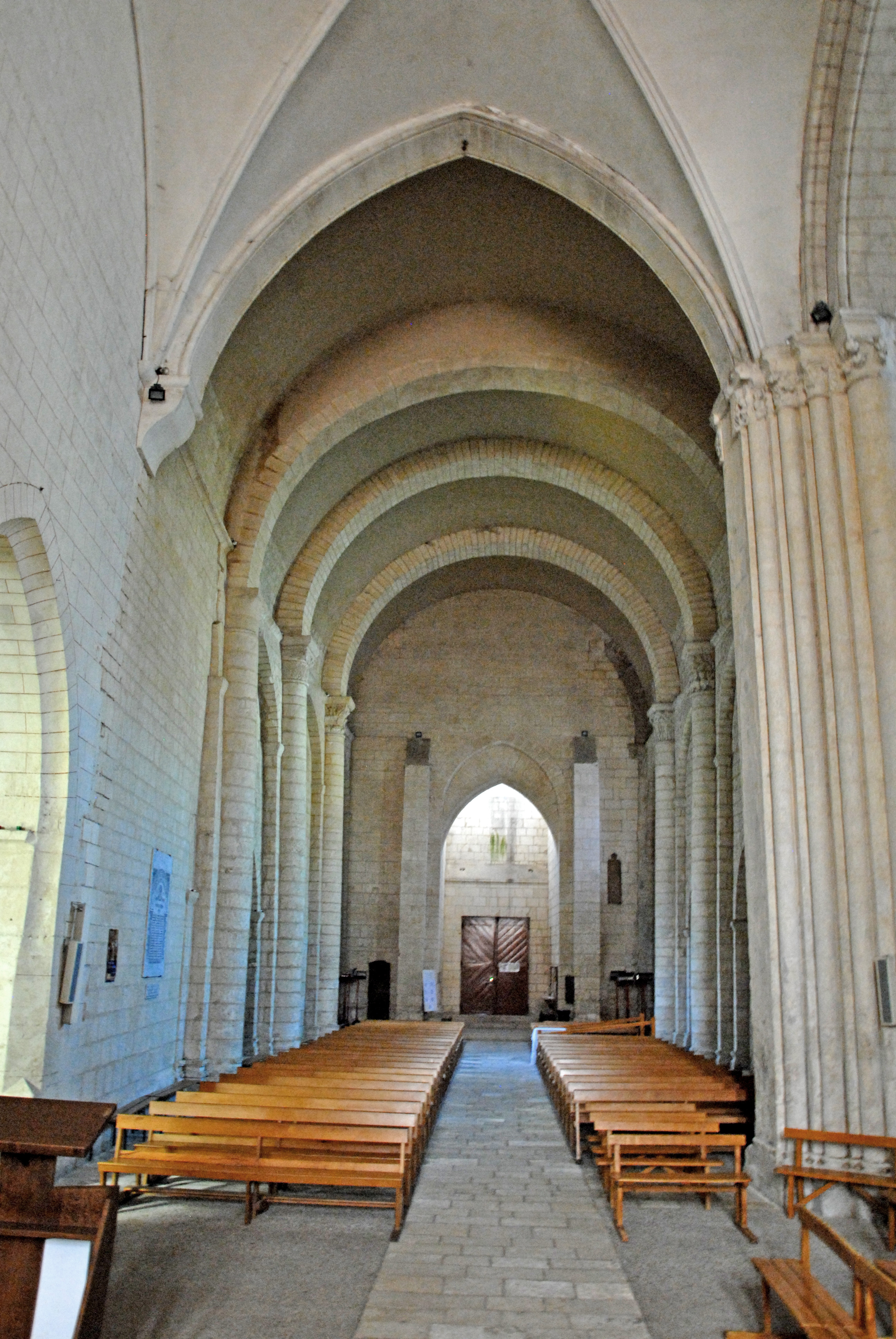
Schiff, aus dem Chor

Im 15. Jahrhundert, setzt sich die Stilrichtung des Flamboyant durch, mit seinen neuen „flammenden“ Formen. Das bis dahin erste Joch des Schiffs wurde erheblich verändert. Darin eingebaut wurde ein Narthex, als Basis eines neuen Glockenturms, der darüber hochgezogen wurde. Gleichzeitig entstanden dabei noch mächtige Verbreiterungen der Fassadenhintergründe und deren Vertiefung bis hinter den Narthex, außerdem gewaltige Mauervorlagen zur Abstützung der wohl gefährdeten Seitenwände des Schiffs. Gegen Ende des Jahrhunderts wurden aus dem südlichen Querhausarm eine Kapelle und dem nördlichen eine neue Kapelle zugeordnet.
Während der Religionskriege im 16. Jahrhundert wurde das Kloster in Brand gesetzt.
Danach wurde es wieder hergestellt, veranlasst durch Françoise II., Äbtissin in Saintes und im 17. Jahrhundert umgestaltet. Der Untergang des Klosters im 17. Jahrhundert lockte viele Interessenten an. Während der Französischen Revolution ist das Priorat als Nationalgut verkauft worden zum Abbruch durch die Bevölkerung.
Im Jahr 1887 wurde die Kirche als „Monument Historique“ klassifiziert.

## Saint-Pierre, ehemalige Prioratskirche

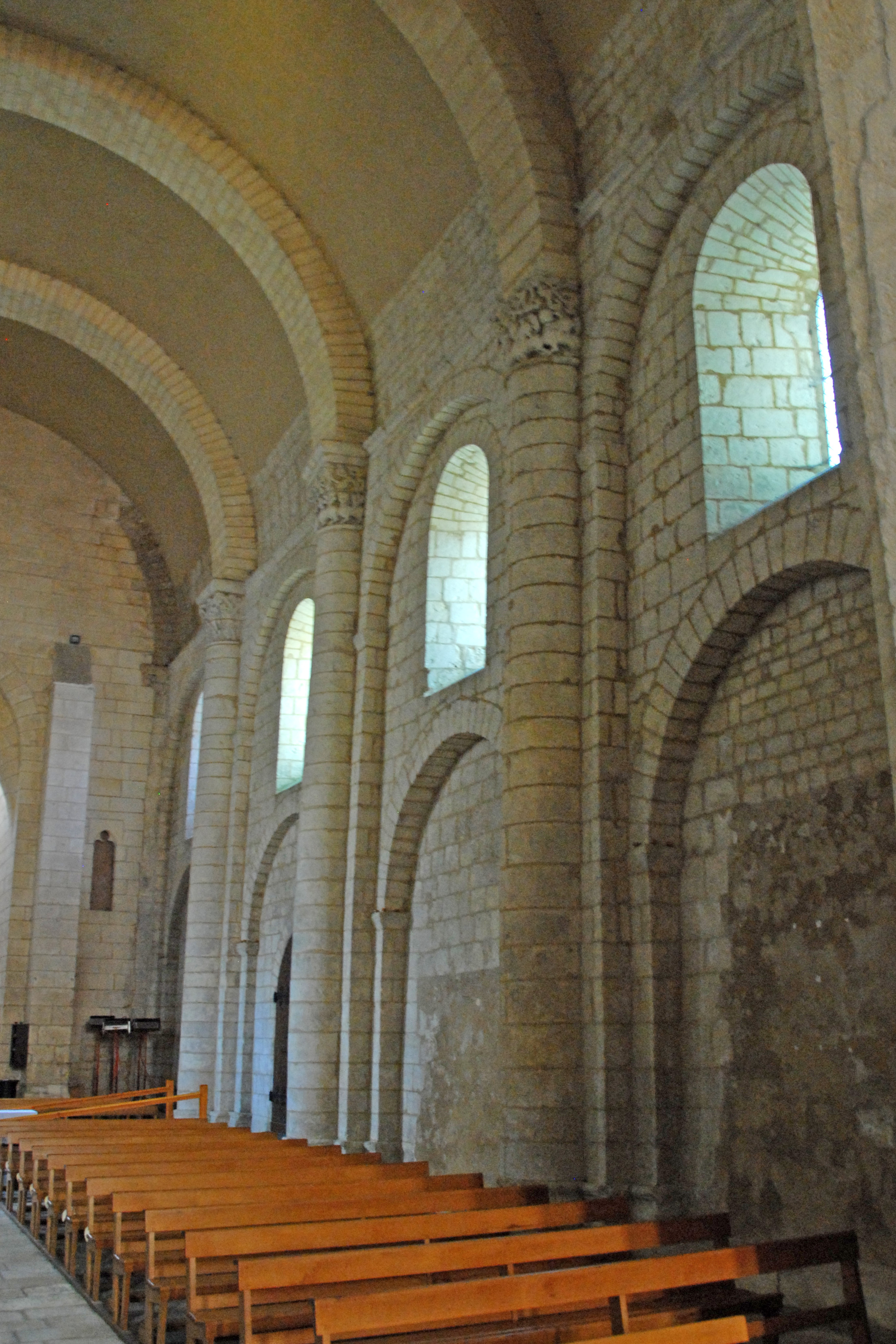
Schiff, Nordwand, Teile aus Vorgängerbau, rechts unten

Die romanisch-gotische Kirche Saint-Pierre steht in geschlossener Bebauung der Ortsmitte neben einem der ehemaligen, heute noch wehrhaft wirkenden Stadttore aus zwei massiven Rundtürmen ohne außenseitige Fenster Das dazwischen befindliche große Portal wird mit einem angespitzten Rundbogen überspannt. Der darüberliegende Verbindungstrakt reicht bis zur Höhe der Türme reichend.

### Inneres
Die Kirche ist einschiffig, ihr romanisches Schiff (fr. la nef) zwischen Narthex und Querhaus ist in vier Joche unterteilt. Es wird überwölbt mit einer Rundtonne, die auf den Wänden und kräftigen Gurtbögen aufliegt. Letztere tragen ihre Lasten über Kämpfer und Kapitelle in halbe Dienste an den Wänden. Am Übergang zum Querhaus fällt auf, dass die Mittellinie von Chor und Vierung gegenüber derjenigen des Schiffs deutlich versetzt ist, aus dem Schiff gesehen nach rechts. Die Längswände sind schön gegliedert, in jedem Joch mit einer großen rundbogigen Blendarkade aus einem einfachen Rückversatz, vom Boden bis in die Höhe der Kapitelle reichend, in der wiederum eine deutlich kleinere Blendarkade sitzt, vom Boden bis in mittlere Höhe. Zwischen den beiden Bögen der Blendarkaden ist je ein rundbogiges Fenster angeordnet.
In der Wand zum Narthex gibt es in dessen voller Breite eine große Öffnung mit gotischem Spitzbogen. Beidseitig der Öffnung reicht je eine kräftige Mauervorlage bis in Kapitellhöhe. Der Narthex und der rückwärtige Teil des Schiffs werden hell erleuchtet durch Tageslicht, das durch das Mittelfenster der Fassade einfällt.

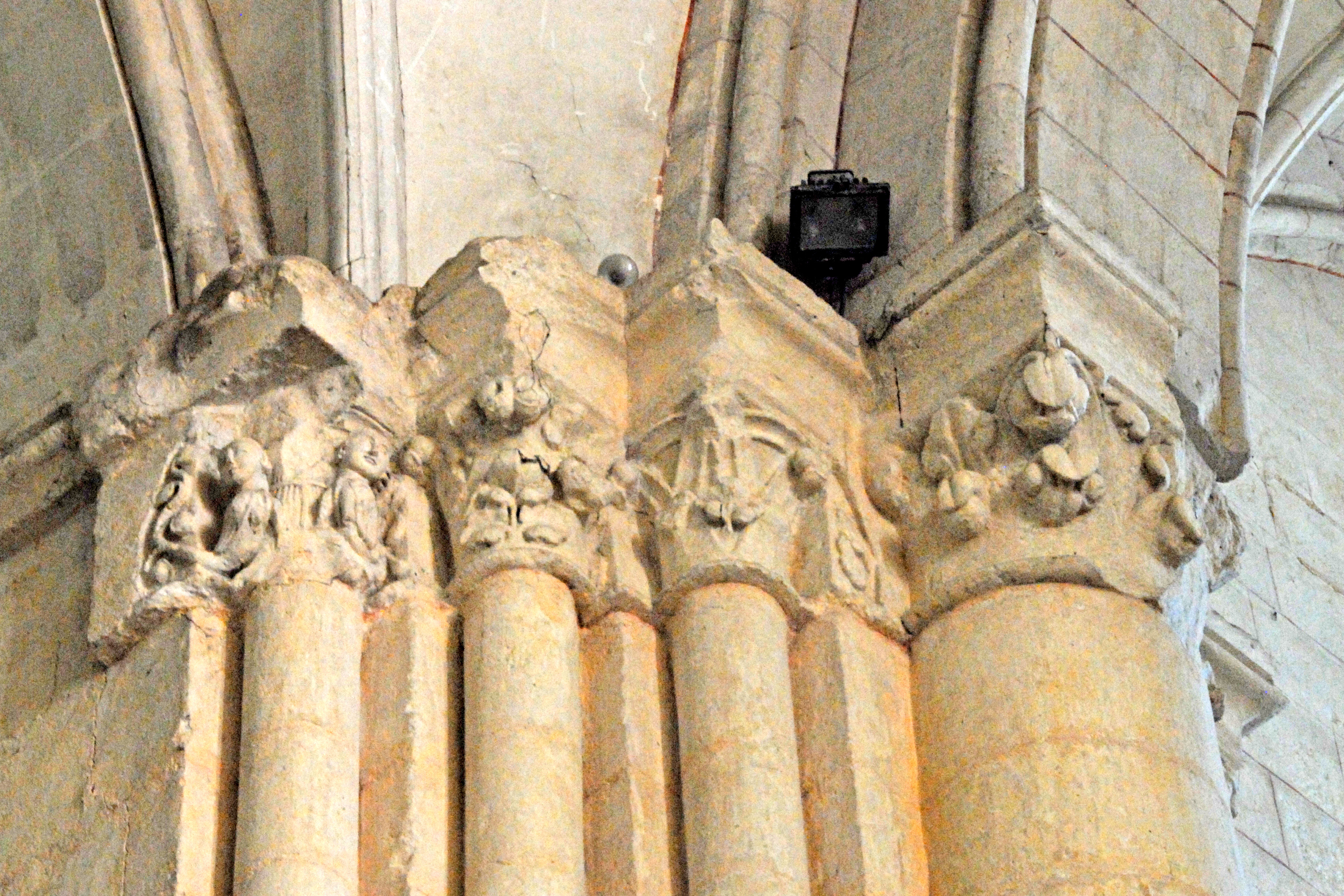
Pfeilerbündel Vierung / Chor

Den neuen gotischen Stil weisen die östlichen Bauteile aus dem 13. Jh. auf. Die drei Felder des Querhauses, inklusiver der Vierung (nicht ausgeschieden), das der Kapelle und die zwei des Chores sind mit Kreuzrippengewölben überdeckt, die von Gurtbögen unterteilt sind. Die gotischen Fenster haben nur leicht angespitzte Bögen und sind von schlanken Stützen mit Kapitellen flankiert, die in Wandrückversätzen stehen. Der Rückversatz reicht bis in die Spitze des Bogens, ausgefüllt von einem gebogenen Rundstab. Die gerade Chorrückwand hat zwei dieser Fenster. Der ehemalige südliche Querhausarm ist im 15. Jh. von der Vierung durch eine Wand abgetrennt und zu einer Kapelle umgestaltet worden. Aus der großen Öffnung unter dem Gurtbogen wurde eine deutlich kleinere.
Die Vierungspfeiler weisen Bündel von je fünf und die des Chores je drei Rundsäulen auf, die dickeren tragen Gurtbögen, die schlankeren Gewölberippen.

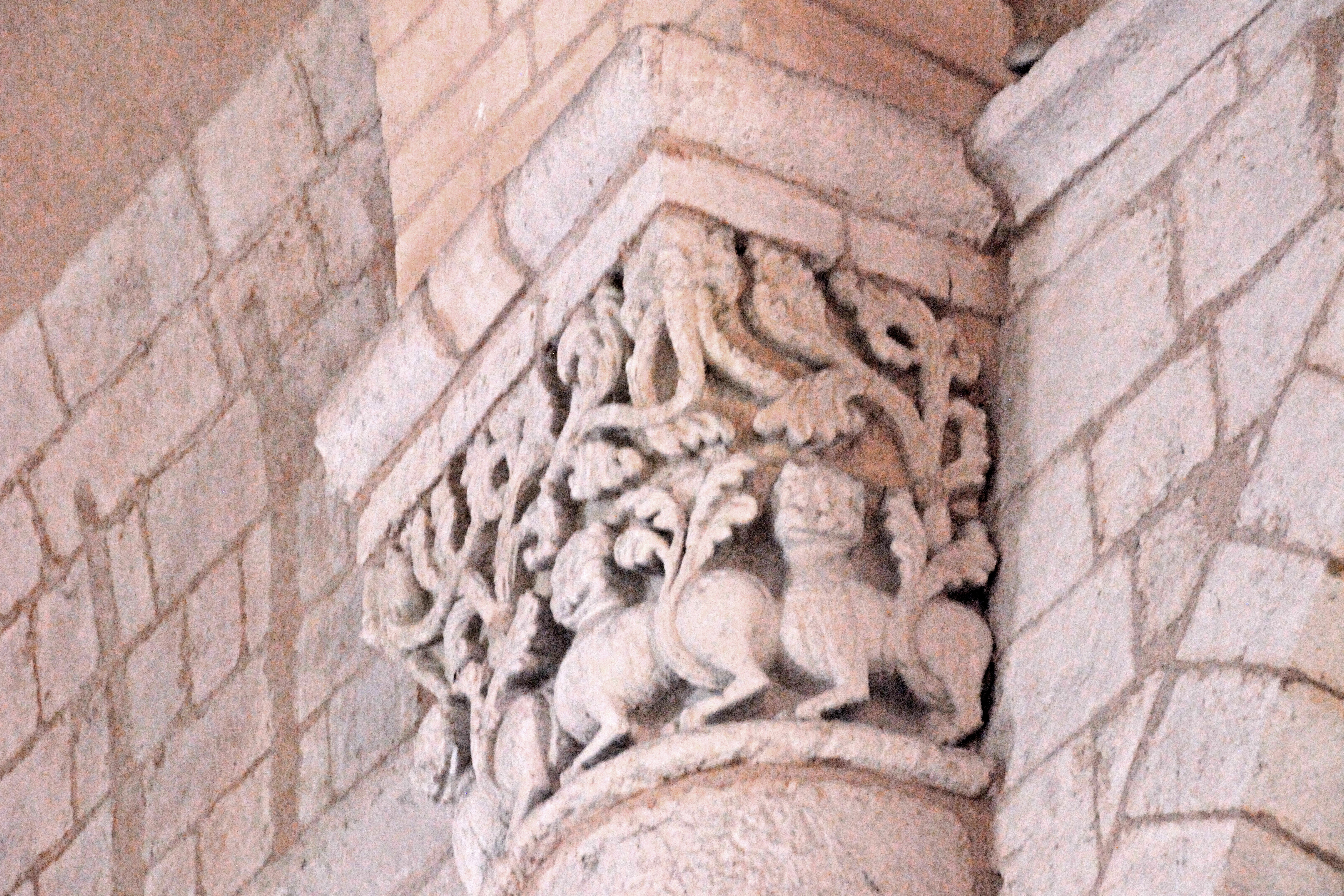
Kapitell im Schiff

Die Oberflächen nahezu aller Wände, Pfeilervorlagen und Gewölbe sind steinsichtig, aus sorgfältig bearbeiteten weißen Natursteinen. Das Tonnengewölbe des Schiffs ist verputzt und dezent getönt. In zwei Feldern der Nordwand des Schiffs sind noch die Überreste des Vorgängerbauwerks aus dem 11. Jh. aus grauem Bruchsteinmauerwerk sichtbar gemacht worden.

### Äußere Gestalt
Die Gestalt von Saint-Pierre reproduziert die innere Gliederung des Kirchenbauwerks und lässt die Zugehörigkeit der Bauteile zu den Stilrichtungen des Mittelalters erkennen. Die klare Linie des Schiffs und seine Rundbogenfenster, ohne besonderen Schmuck, deuten auf eine Entstehung in der Romanik. Die östliche Gruppe der Gebäudeelemente Querhaus und Chor verraten mit ihren Fenstern, deren Bögen und Schmuck der Einfassungen, ihre Zuordnung zur Gotik. Die ganze Gruppe wird rundum von einem Band umfasst, teils aus einem Gesims auf skulptierten Kragsteinen, im Wechsel mit einfachen Blendarkaden mit gotischen Spitzbögen.

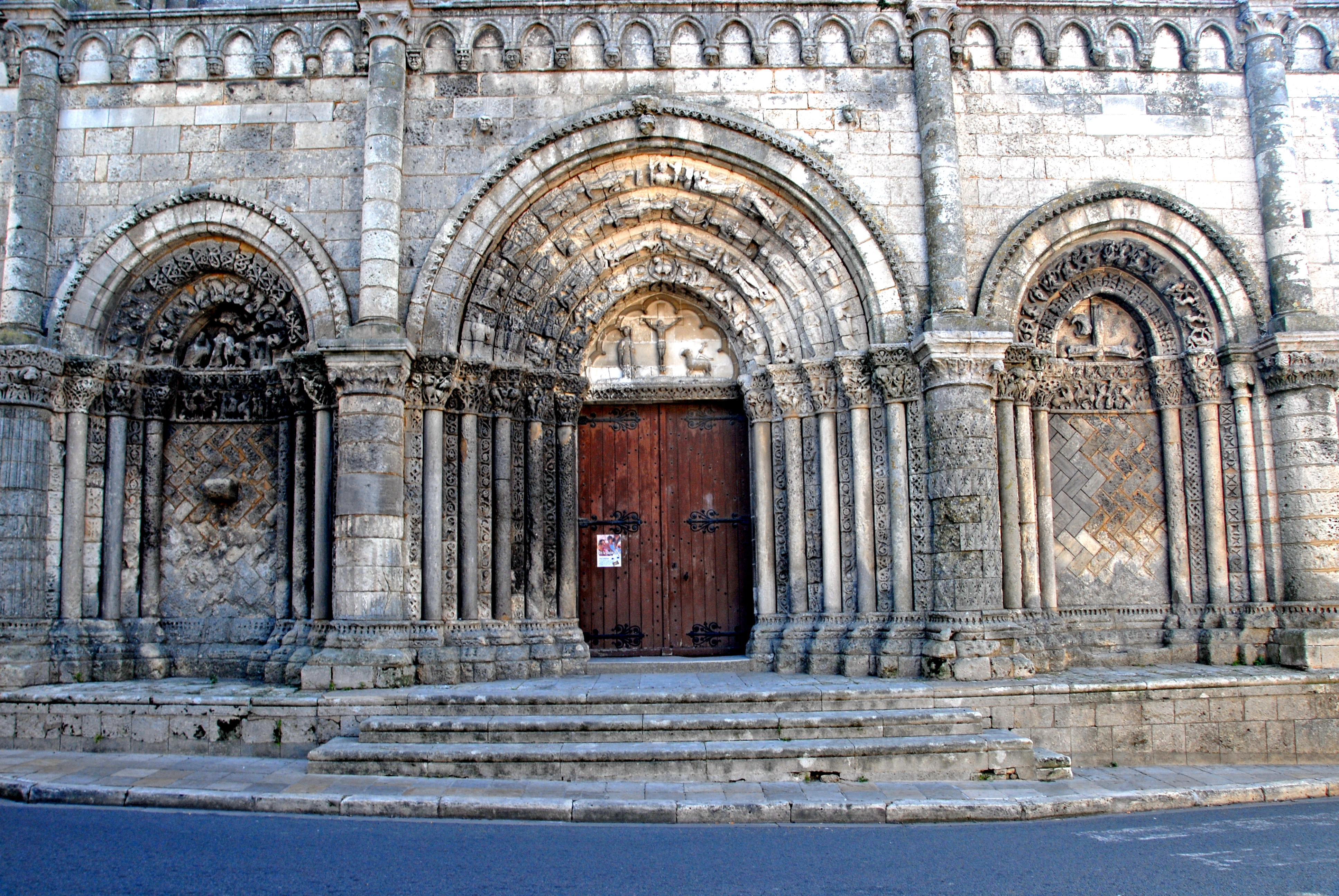
Fassade Erdgeschoss

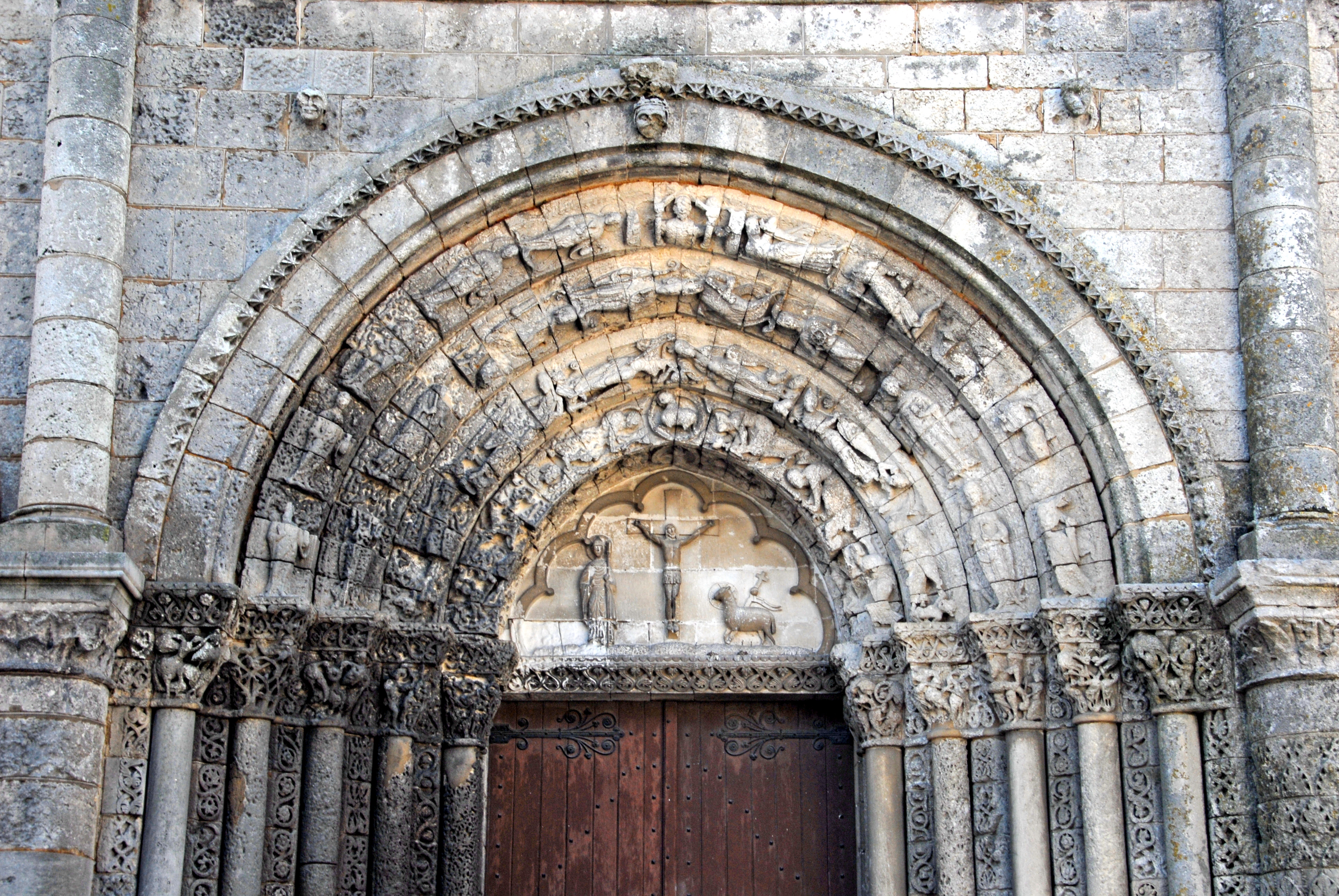
Archivolten – Hauptportal

Das Westwerk offenbart seine Entstehungsgeschichte vor allem durch die Entwicklung seiner künstlerischen Gestaltung, von unten über mehrere Etagen bis ganz oben zum Turmhelm (sh. Fassade).
Die Dachformen entsprechen in einfachster Form der von ihnen verlangten Funktion. Schiff und Chor werden durch jeweils ein flach geneigtes Satteldach überdeckt, deren Firste und Traufen parallel zu ihren Längsrichtungen verlaufen. Auch das Querhaus hat ein Satteldach, aber nicht wie meist üblich in Gebäudequerrichtung. Seine Traufen finden sich über der Nord- und Südwand der Querhausarme, sein First über der Vierung. Bei gleichen Neigungswinkeln aller Dächer ergibt sich daraus ein Höhenversatz der Dachflächen bei den Übergängen Schiff – Querhaus und Querhaus – Chor.
Die Dachflächen von Lang- und Querhaus und Chor sind mit roten Ziegeln eingedeckt. An den knappen Traufüberständen sind „moderne“ Dachrinnen montiert.

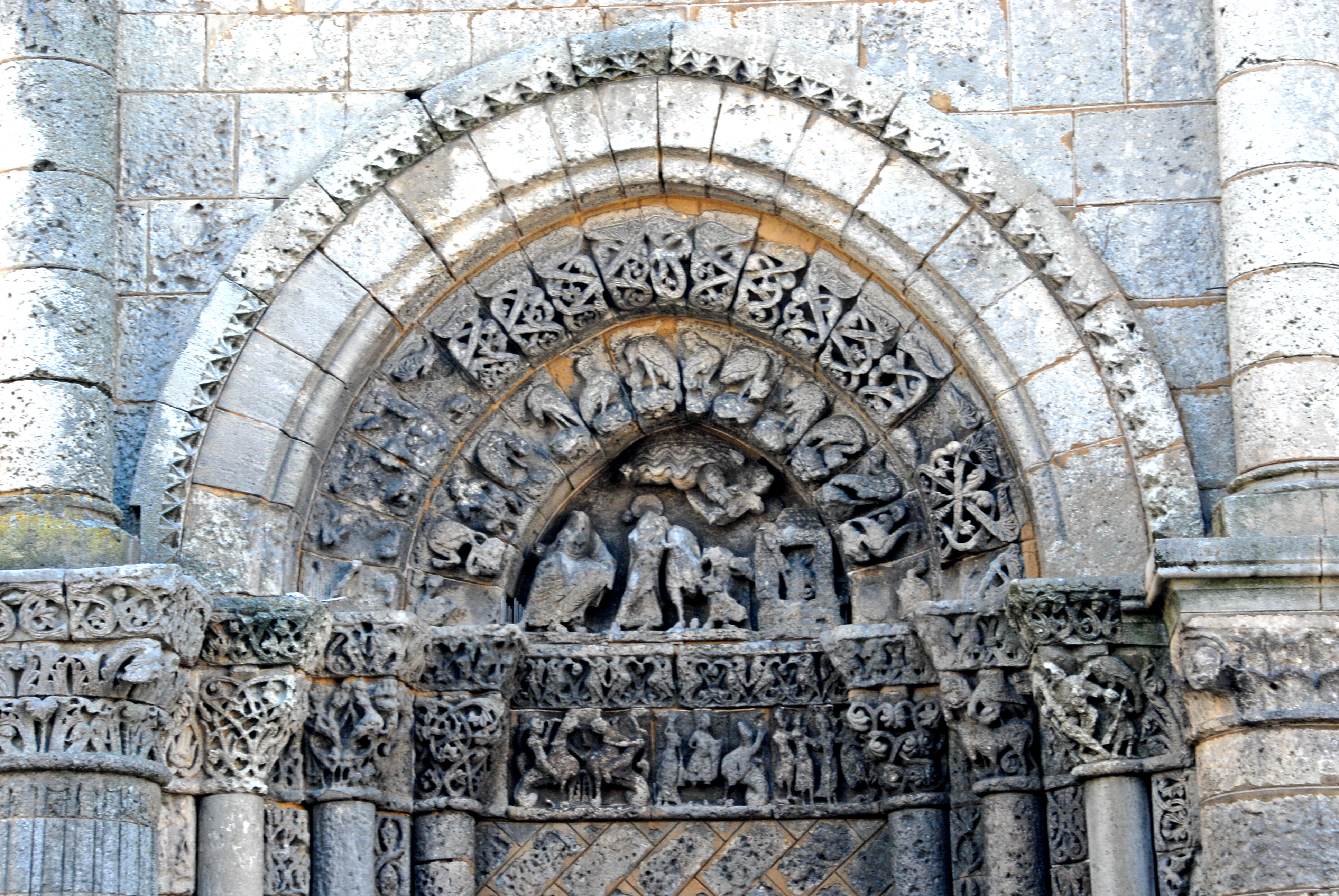
Archivolten – Blindportal, links

Der quadratische Glockenturm erhebt sich auf den Wänden des Narthex, ragt mit einem allseits geschlossenen Sockel aus der Dachfläche des Schiffs und wird knapp über dem First von einem Kraggesims begrenzt. Darüber befindet sich mit gleichem Grundriss die Glockenstube, auf jeder Seite zwei schlanke Schallluken mit angespitzten Bögen. Die Glockenstube wird oben von einem ausladenden, zweifach abgestuften Gesims abgeschlossen mit einer Balustrade aus Maßwerk im Flamboyant – Stil, in deren Ecken je ein skulptierter Pfeiler diagonal gestellt aufragt. Der achteckige spitz zulaufende Turmhelm sitzt auf der Decke der Glockenstube auf. Er springt an seinem Fuß um eine Umgangsbreite gegenüber der Brüstung zurück. Der steinerne Turmhelm ist an seinen Graten mit profilierten Rippen versehen, die mit Krabben geschmückt sind. Die Spitze des Turmhelms wird bekrönt durch eine Kreuzblume.
Die Außenwände der Kirche sind aus großformatigen grauen Natursteinen mit glatter Oberfläche im Blockverband gemauert. Bis auf eine Ausnahme gilt das für alle Bauteile und Bauabschnitte. Lediglich die Nordwand des Schiffs besteht, in größeren Teilflächen innenseitig zu sehen, aus grauem Bruchsteinmauerwerk, vermutlich die Relikte des Vorgängerbaus aus dem 11. Jh.

### Fassade
Ihre Berühmtheit verdankt die Kirche Saint-Pierre ihrer Westfassade aus dem 12. und 13. Jh. und hier wiederum ihren Archivoltenportalen.

#### Gliederung
Die Gliederung der Fassade entspricht dem in der romanischen Baukunst der Saintonge üblichen Schema. Horizontal erfolgt eine Unterteilung in zwei etwa gleich hohe „Geschosse“, in mittlerer Höhe durch einen Blendarkadenfries, mit 22 Spitzbögen, von kleinen Skulpturen aus Köpfen und Masken unterstützt. Das Obergeschoss schließt mit einem ausladenden Gesims oberseitig ab, das von skulptierten außergewöhnlich hohen Kragsteinen getragen wird.

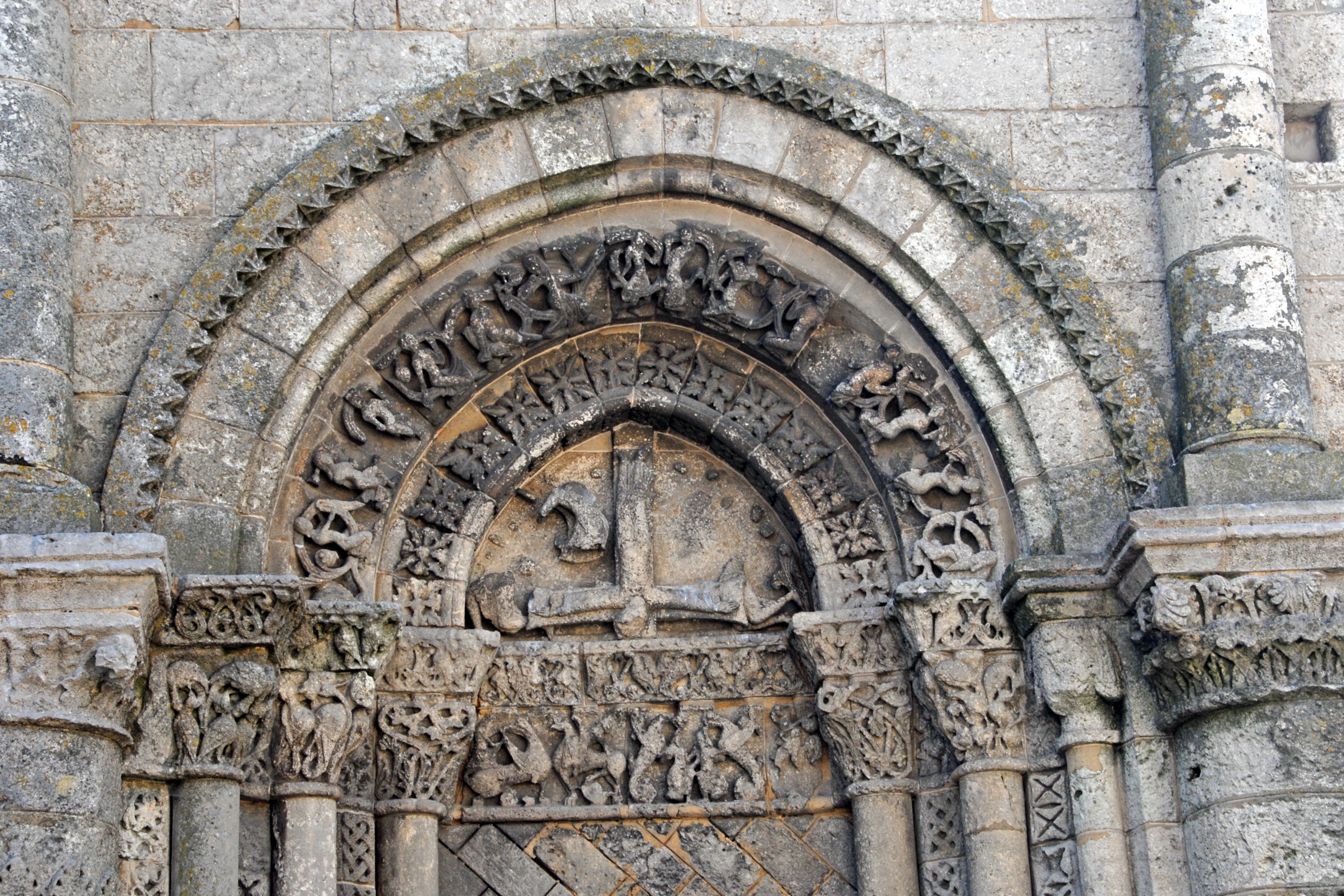
Archivolten – Blindportal, rechts

Die vertikale Unterteilung in drei Abschnitte besteht aus vier, mehr als zur Hälfte aus der Wand herausragenden Säulen (Dienste), vom Bodenniveau der Kirche bis zum oberen Kraggesims reichend. Diese wiederum sind jeweils in drei unterschiedlich dicke und lange Säulenstücke unterteilt, mit eigenen Basen und Kapitellen. Die unteren Säulenabschnitte, mit mehr als doppeltem Querschnitt als die oberen, reichen vom Boden bis zu den Archivolten – Kapitellen, die mittleren von dort bis zu den Blendarkaden, und die oberen und längsten über die ganze Obergeschoss – Höhe.

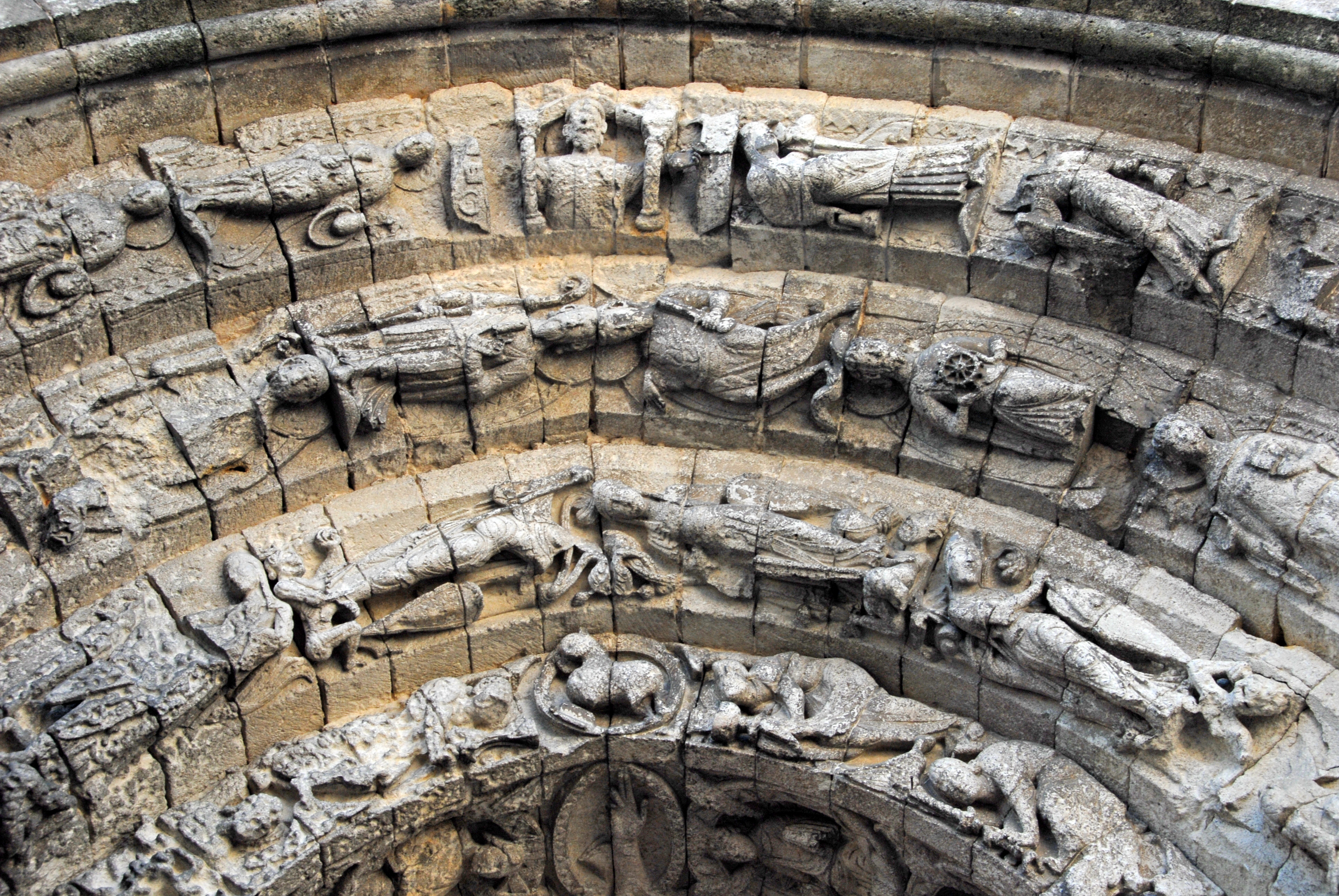
Portaldetail Archivolten – Skulptur

Beidseitig der äußeren Säulenstellung wurde die Fassade später um je ein gutes Stück verbreitert aus den nachträglich angefügten Stützvorlagen mit glatten Steinoberflächen. Durch Verlängerung des Blendarkadenfrieses auf die vorgenannten Verbreiterungen werden diese zum Bestandteil der Fassade und lassen sie dadurch wesentlich größer erscheinen. In ganzer Höhe des Obergeschosses verjüngen sich die Verbreiterungen bis zu den äußeren Säulen.
In Höhe des Fußbodens der Kirche schiebt sich ein Podestsockel aus der Fassade heraus, der in seiner Länge bis über die äußeren Säulen hinausragt. Eine halb so lange Treppe führt drei Stufen hinauf auf das Podest und zum Eingangsportal.

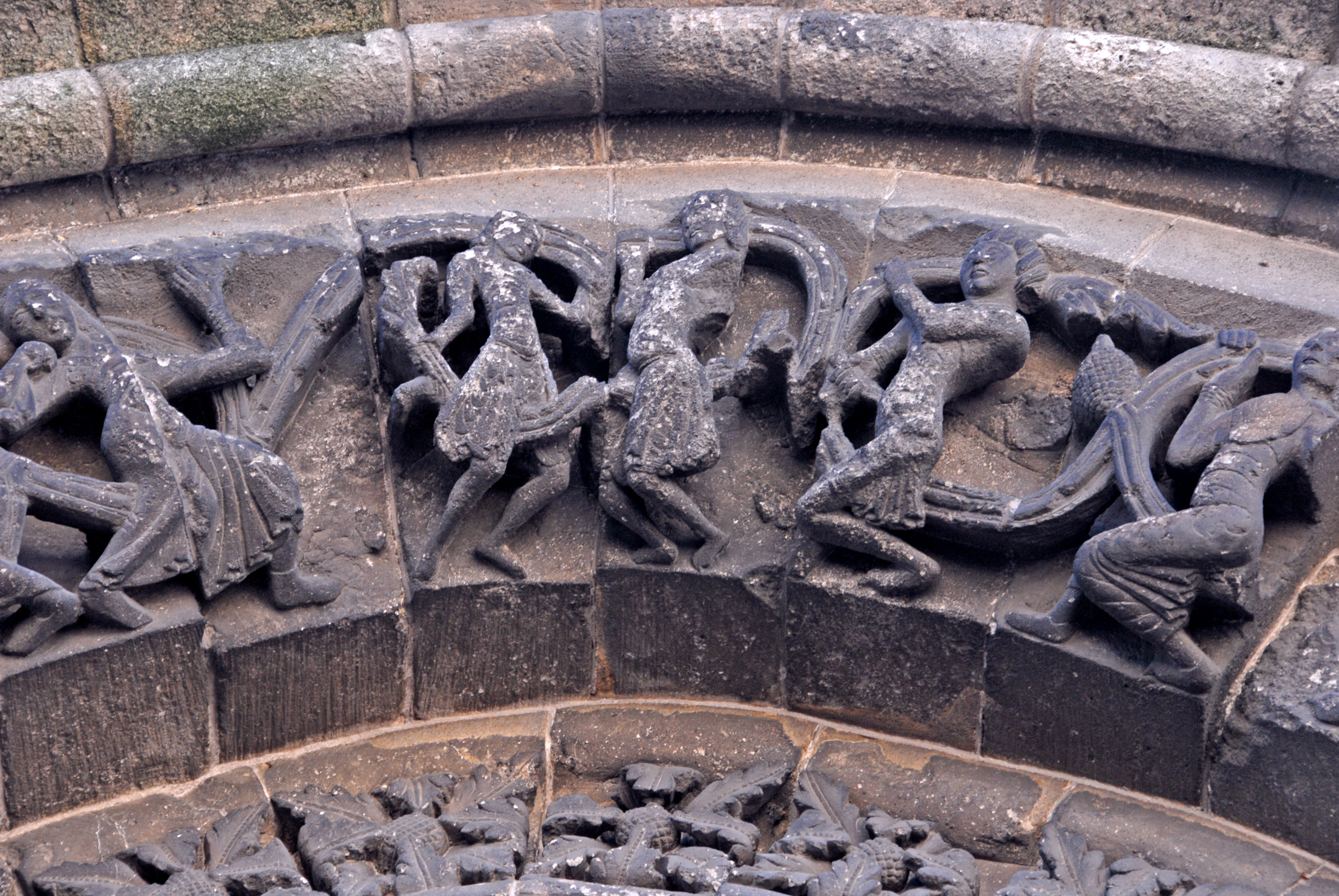
Detail Archivolten – Blindportal rechts

Im Mittelfeld des Erdgeschosses befindet sich das fünfstufige Archivoltenportal, das die ganze Feldbreite ausfüllt. Das Gleiche geschieht in den schmaleren Seitenfeldern, die von dreistufigen Archivolten – Scheinportalen – gefüllt werden. Die Bögen sind kaum erkennbar angespitzt.
Das Obergeschoss wird entsprechend dem Untergeschoss gegliedert, statt der Portale sind es hier in der Mitte ein dreistufiges Archivoltenfenster und beidseitig zweistufige Archivolten – Blindfenster, die die Breiten der Felder nicht ausfüllen.

#### Feinstruktur
Das Programm der bildnerischen Gestaltung konzentriert sich im Wesentlichen auf die Archivoltenportale, deren Bogenläufe und Kapitelle, sowie auf die Friese in Kapitellhöhe und die Tympana der Scheinportale.

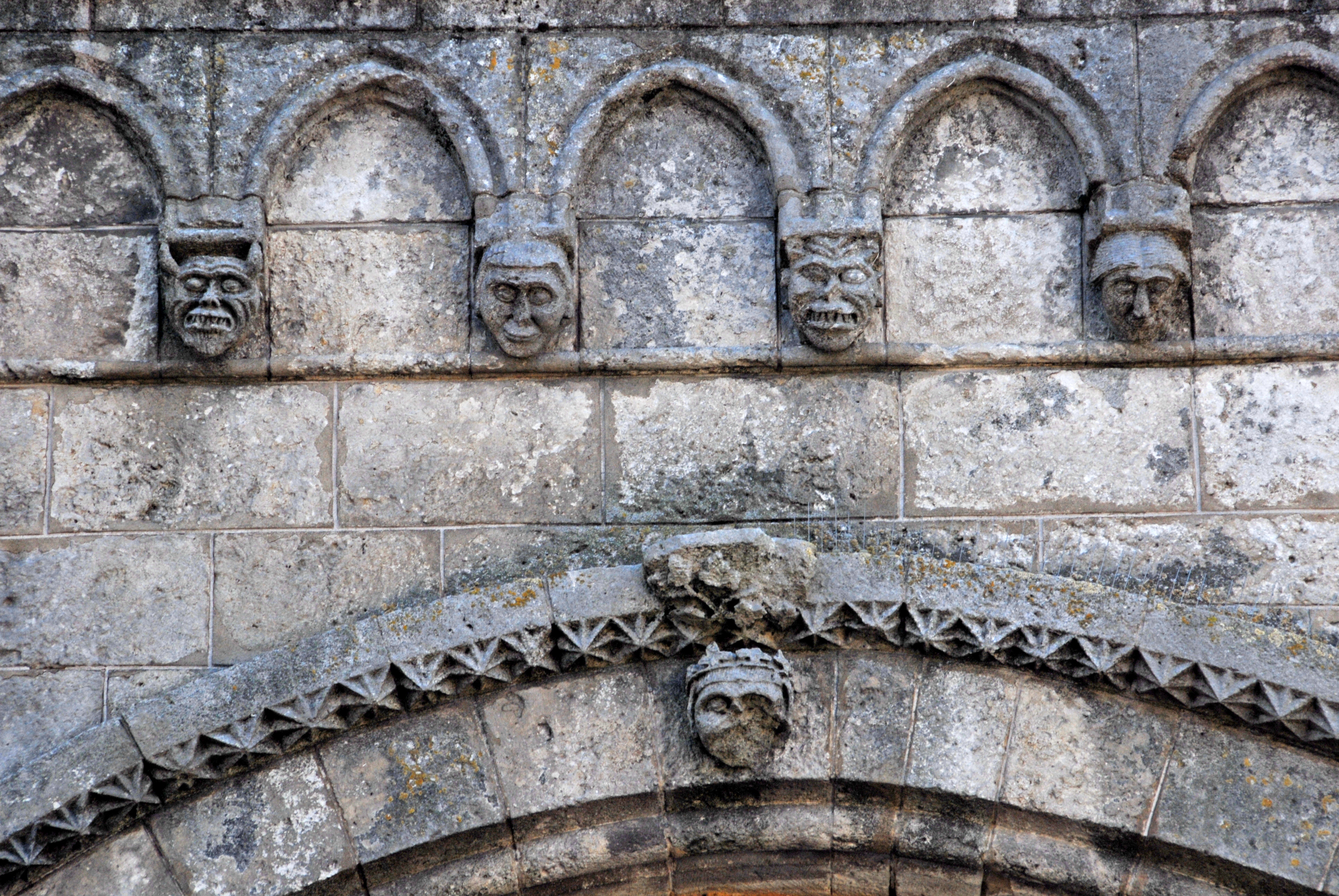
Detail Blendarkaden

Von Bogenläufen der Portale haben die äußeren keine Skulptur. Sie bestehen nur aus einfachen Profilen und sind außen mit einem schmalen Stabornament eingefasst. Die anderen Archivolten tragen auf den Stirnseiten, manchmal auch auf der Innenseite, aufwändig gestaltete Skulpturen.
Übergeordnetes Thema ist bei den Bogenläufen des Hauptportals die Konfrontation von Gut und Böse, verkörpert durch die klugen und törichten Jungfrauen, und von Tugenden und Lastern. Im Scheitelpunkt der vierten Stirnarchivolte (von innen) erkennt man den Oberkörper Christi, der auf die geöffnete und die geschlossene Himmelspforte hinweist. Zu seiner Linken stehen vor verschlossener Tür die törichten Jungfrauen und lassen ihre Köpfe resignierend hängen. Sie haben unvorsichtig das Öl ihrer Lampen verschwendet, was an den nach unten gehaltenen kelchartigen Gefäßen (Lampen?) zu erkennen ist. Vor der anderen, offen stehenden Tür versammeln sich erhobenen Hauptes die klugen Jungfrauen. Sie halten ihr Gefäß aufrecht und demonstrieren damit, dass ihre Lampen nicht erloschen sind.
In der zweiten Archivolte sind die Tugenden in edler Gestalt, mit Lanze und Schild zu sehen, zu ihren Füßen die Laster, als kriechende und sich am Boden windende, nackte und hässliche Menschenkreaturen dargestellt.

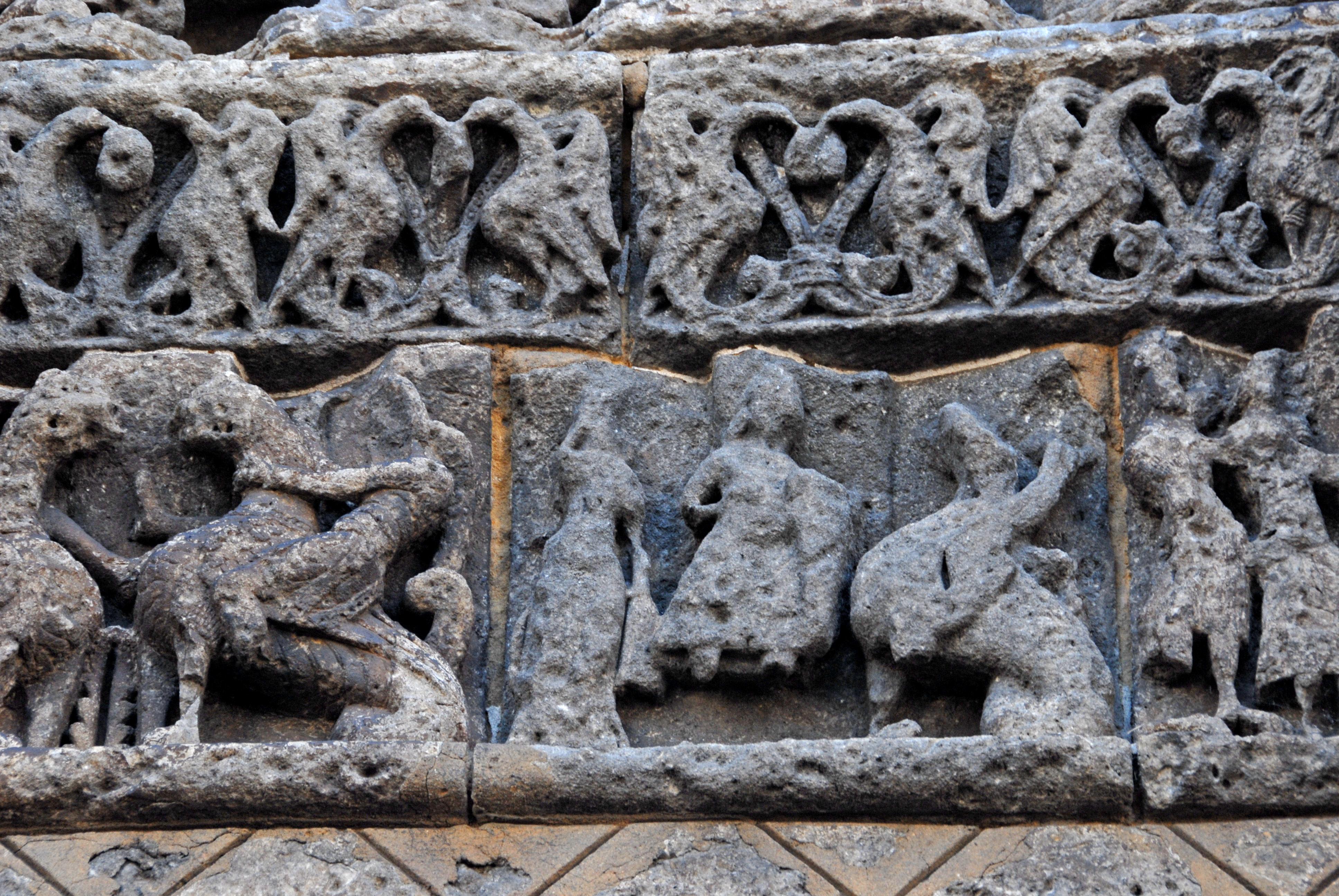
Detail Band unter Tympanon Scheinportal

In der dritten Archivolte gibt es eine Reihe von Heiligen, gekennzeichnet durch die kreisrunden Nimben hinter ihren Köpfen. Auf der inneren (unteren) Stirnarchivolte ist in der Mitte das Agnus Dei dargestellt, auf deren Untersicht ein erhobener Arm mit einer segnenden (schwörenden) Hand. Diese Bogenläufe zeigen Darstellungen von Engeln. Die Skulpturen auf den Archivolten links und rechts über den Kapitellen sind stark verwittert.
Etwa in Höhe des Scheitels des Archivoltenportals sind drei kleine Fratzenköpfe eingesetzt, der mittlere auf der glatten Stirnseite der oberen Archivolte, die anderen weiter außen in den Zwickeln der Wandfläche.
Das kleine Tympanon über dem Hauptportal ist eine viel spätere Hinzufügung. Das klassische Archivolten – Hauptportal der Saintonge kennt nämlich kein Tympanon.
Der erste (innere) der Bogenläufe des linken Scheinportals zeigt Vögel mit langen Stelzen und Hälsen. Auf dem zweiten ist jeder Stein einzeln mit einem eigenen pflanzlichen Ornament versehen.
Das Tympanon ist stark verwittert; die Szene ist ikonografisch nicht bestimmbar. Es gibt eine vage Deutung, dass es sich um die Inhaftierung Petri in einem Gefängnis handeln könnte. Das doppelte Band unter dem Tympanon zeigt oben Vögel in Pflanzenranken und darunter Szenen mit Menschen, die teilweise auf Pferden reiten.
Der erste der Bogenläufe des rechten Scheinportals trägt pflanzliche Rosetten. Auf dem zweiten tanzen jünglingshafte Gestalten in langen Gewändern vergnügt in pflanzlichem Rankenwerk, in makabrem Kontrast zur dramatischen Szene im Tympanon.
Das Relief im Tympanon stellt den Märtyrertod Petri dar, Namenspatron der Kirche, der mit dem Kopf nach unten ans Kreuz geschlagen wurde. Die gleiche Szene gibt es auf der Westfassade von Aulnay, die auch eine Petruskirche ist. Das doppelte Band darunter zeigt ähnliche Darstellungen wie an gleicher Stelle im Scheinportal links.

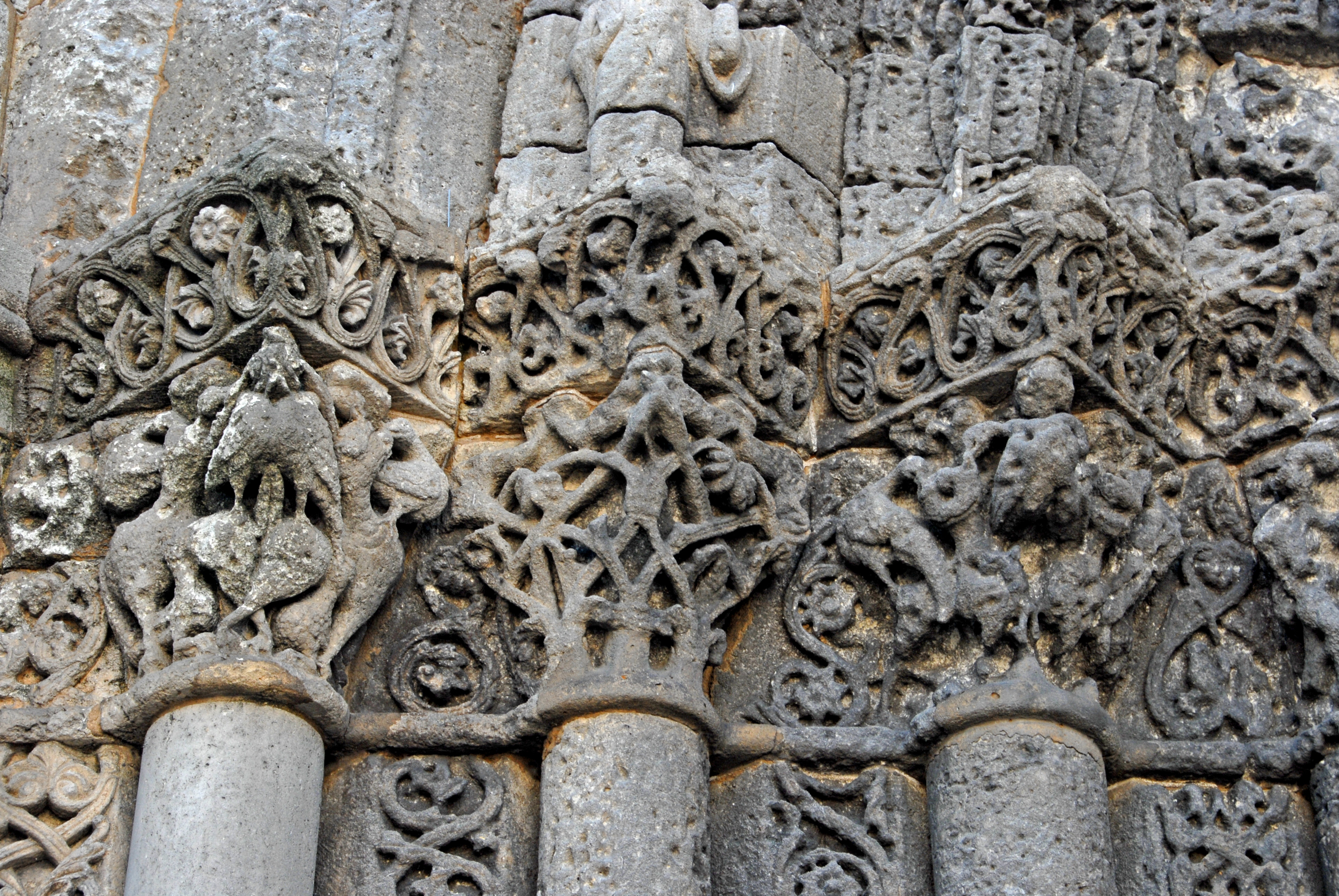
Pont-l’Abbé, Portalkapitelle links
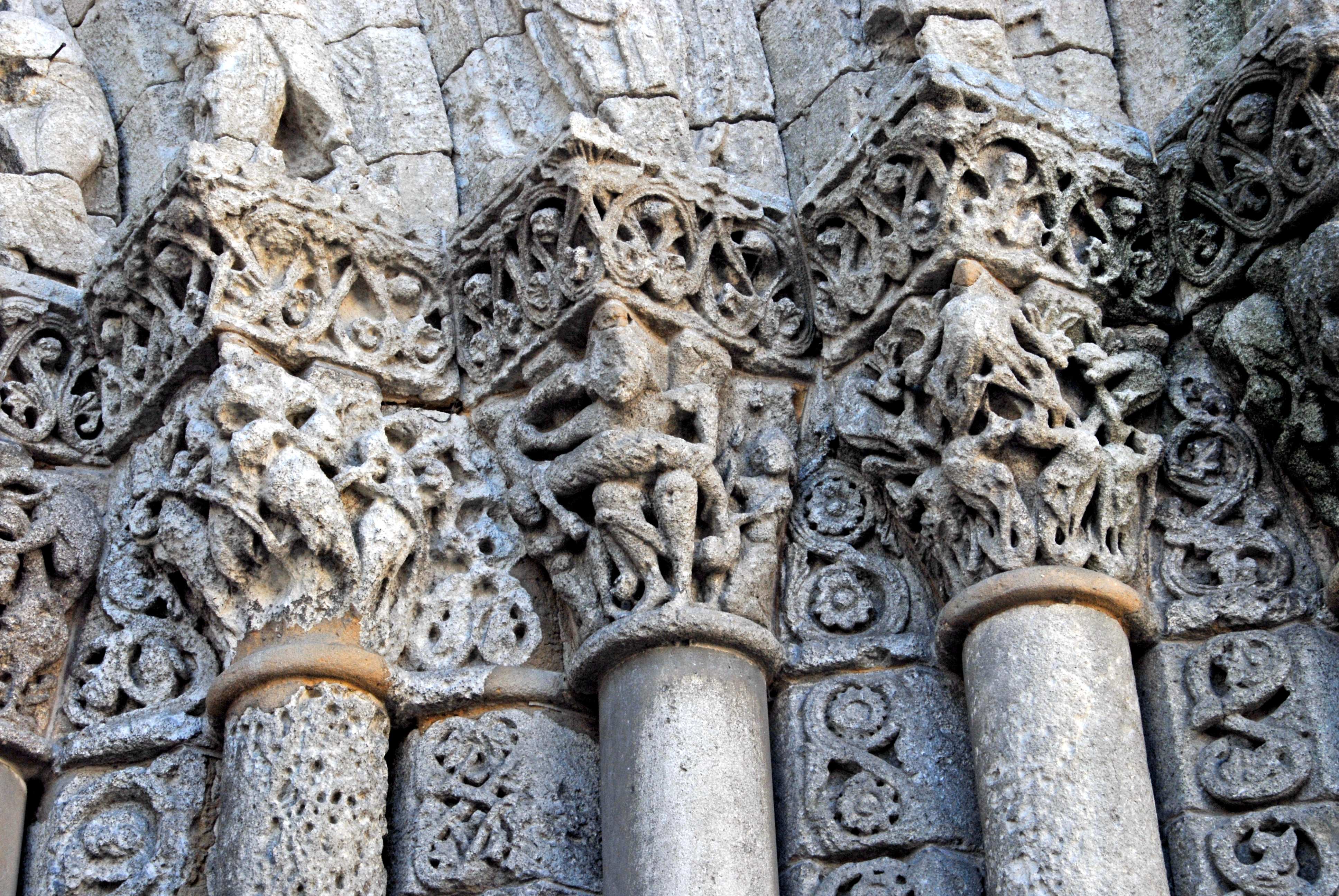
Pont-l’Abbé, Portalkapitelle rechts
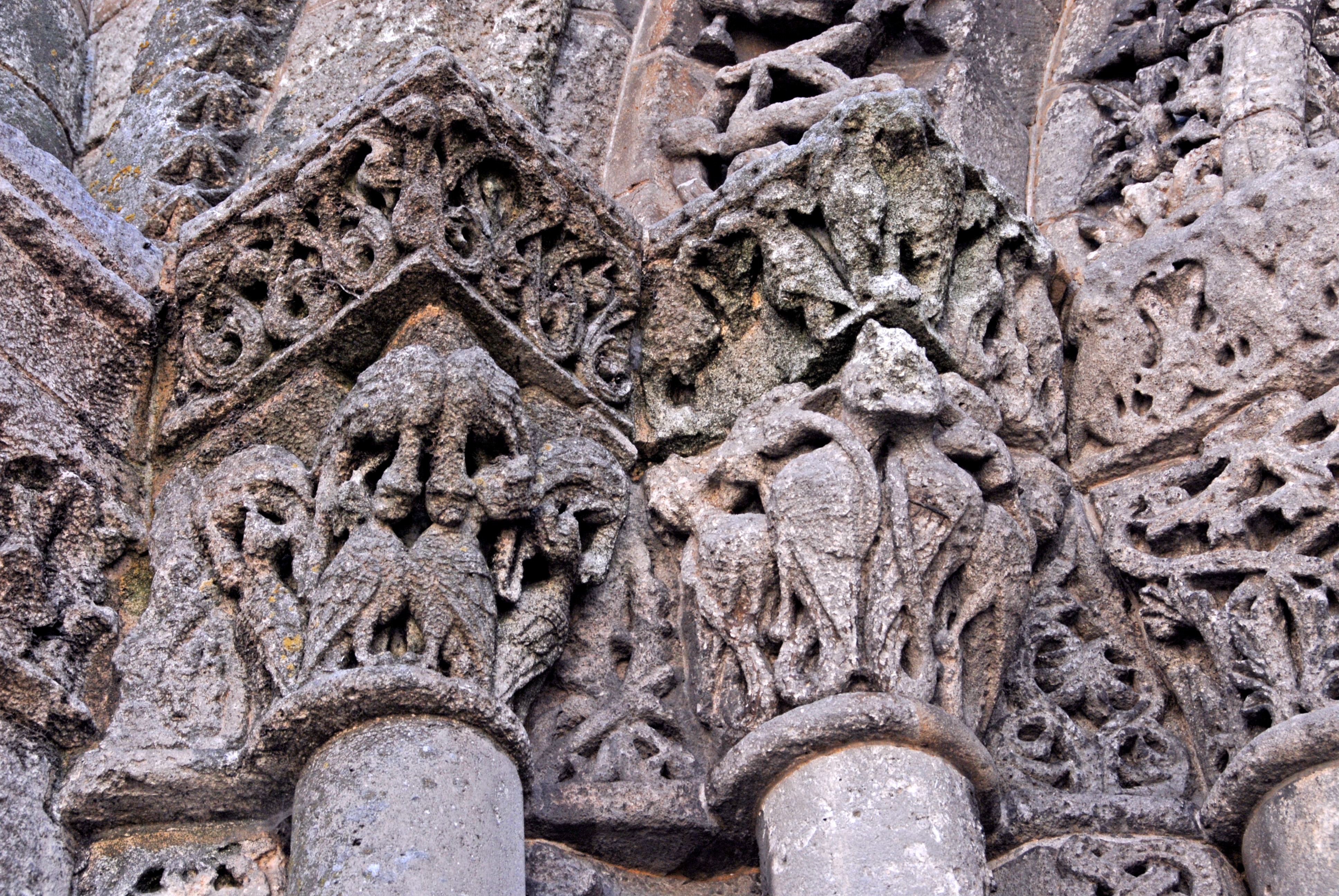
Pont-l’Abbé, Kapitelle Scheinportal

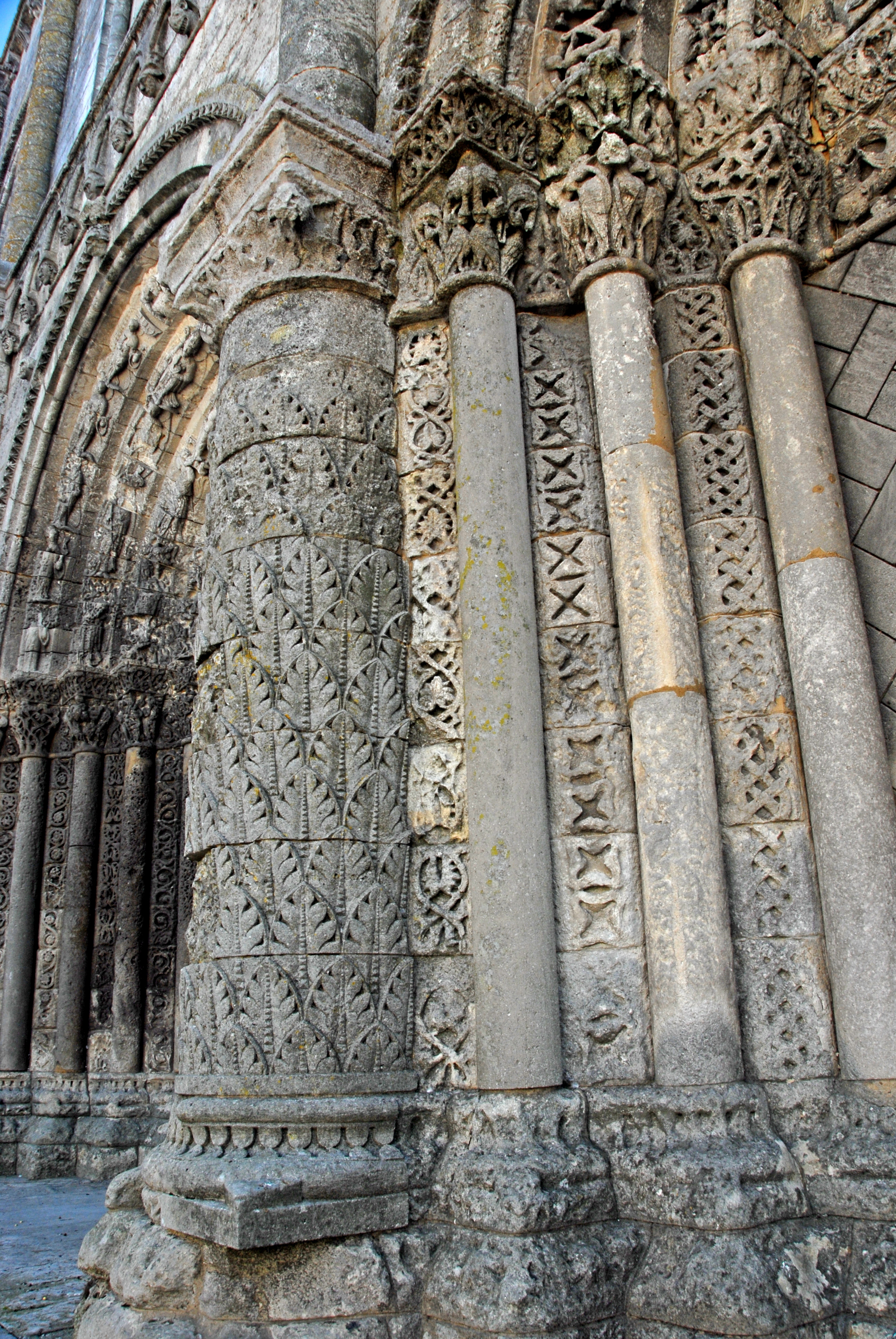
Pont-l’Abbé, Säulenreihe, links vom rechten Scheinportal

Alle Kapitelle, die die Archivolten tragen sind feingliedrige Steinmetzarbeiten mit überwiegend pflanzlicher, tierischer (Vogelwelt) und ganz wenig menschlicher Skulptur, vielleicht vergleichbar mit feinen Schnitzereien. Die aufliegenden Kämpferplatten sind außergewöhnlich dick, deren Kanten in ebensolchen edlen Strukturen gearbeitet.
In den Zwischenräumen der schlanken glattschäftigen Rundsäulen, die die Archivoltenkapitelle tragen, sind kantige Profile eingestellt, deren Sichtflächen wieder pflanzliche Ornamente tragen. Zwei der vier dicken Säulen, links vom Hauptportal, weisen Kanneluren in dorischer Art auf, die dritte Blattornamente und die vierte bleibt schmucklos mit glatter Oberfläche. Diese Säulen tragen Kapitelle mit pflanzlicher Ornamentik und Kämpfer mit einfach profilierten Kanten, und stehen, wie auch die Säulengruppen der Portale, auf sehr hohen, mehrfach profilierten und abgestuften Basen.
Die geschlossenen Brüstungsfelder in den Scheinportalen sind mit rechteckigen Steinplatten im diagonal verlaufenden Fischgrätverband bekleidet.
Das mittlere Archivoltenfenster und die beiden seitlichen Archivolten-Blindfenster im Obergeschoss der Fassade erhielten ihre Formgestaltung im 13. Jahrhundert, nicht ganz im Stil der Gotik, gegenüber der Brillanz des unteren Geschosses, heute eher als „akademisch trocken und farblos“ (Thorsten Droste) empfunden. Die Archivolten bestehen aus gebogenen Rundstäben und einfachen Profilen. Die äußere wird eingefasst durch ein schmales auskragendes Profil, mit einfachen geometrischen Formen verziert. Die Bögen sind halbkreisförmig gerundet, ohne den gotischen Knick im Scheitel. Die Archivolten sitzen auf Kapitellen mit einfachem pflanzlichen Schmuck, die von sehr schlanken Rundstützen getragen werden.